# Orchestra Baobab
Orchestra Baobab is een popgroep/orkest afkomstig uit Senegal. De thuisbasis van de band ligt in de Senegalese stad Dakar. De groep speelt verschillende soorten muziek, waarbij vooral de Cubaanse swingmuziek en traditionele West-Afrikaanse muziek terugkomen. De band is aangesloten bij het Britse wereldmuziek-label World Circuit. Orchestra Baobab heeft 3 albums uitgebracht en geniet wereldwijde bekendheid. De groep wordt vaak vergeleken met de Buena Vista Social Club.

## Ontstaan
Orchestra Baobab is in 1970 ontstaan, grotendeels uit leden van de Star Band. De Star Band was een band die zich gespecialiseerd had in Cubaanse muziek, een muziekstijl die in die tijd uitermate populair was in West-Afrika. Orchestra Baobab zou dezelfde stijl gaan spelen. Ochestra Baobab was aanvankelijk alleen ad hoc opgericht als variété-orkest voor een opening van een grote nachtclub in Dakar. Het orkest noemde zich toen nog Orchestra du Bawobab, naar de naam van deze nachtclub. De leden besloten als band bij elkaar te blijven na dit optreden. De glorietijd beleefde het orkest vooral in de jaren 70, met optredens over de gehele wereld. In de jaren 80 zakte de belangstelling echter, met uiteindelijk opheffing als gevolg.
In 2002 pakte de band de draad weer op, met het label World Circuit als initiatiefnemer. De band nam in dat jaar het album Specialists in all styles op, met als gast onder andere Ibrahim Ferrer, van de Buena Vista Social Club. Ook de Senegalese zanger Youssou N'Dour werkte mee aan het album. In 2003 won Orchestra Baobab de BBC Radio 3 World Music Award. Ze werden tevens genomineerd voor een Grammy en ze speelden tijdens de uitreiking van de Nobelprijs. De band trad in 2005 op voor Live 8 in Johannesburg.

## Muziekstijlen
Als uitgangspunt voor Orchestra Baobab is de Cubaanse muziek genomen. Deze muziekstijl dient als basis voor meerdere stijlen. Zo zijn in de muziek van Orchestra Baobab ook regelmatig de Congolese rumba, lokale muziekstijlen en Creoolse melodielijnen te herkennen. Orchestra Baobab dankt haar wereldwijde faam mede vanwege de mix tussen de Afro-Cubaanse ritmes en Afrikaanse muziek.

## Leden
De band heeft een groot aantal leden. De samenstelling is door de jaren heen vaak veranderd. Opvallend is dat, ondanks dat de band uit Senegal komt, er ook veel leden in zitten die van oorsprong komen uit landen als Mali, Togo en Marokko. Bekende ex-leden uit de band zijn onder andere:
- Laye Mboup; leadzanger van de band van 1970 tot 1974, overleed in 1974.
- Thione Seck, leadzanger †
- Barthélemy Attisso - leadgitarist, orkestleider, overleden in 2021
- Rudy Gomis - medeoprichter, zanger, percussionist, overleden in 2022

De huidige band bestaat uit:
- Thierno Koité - altsaxofoon
- Assane Mboup - zang
- Mountaga Koité - conga's, drums
- Charlie N'Diaye - contrabas
- Oumar Sow
- Rene Sowatche
- Yakhya Fall
- Abdouleye Cissoko
- Alpha Dieng
- Ibou Konate - trompet
- Sanou Diouf - tenorsaxofoon
- Baba Nabe - basgitaar
- Jesus "Aguaje" Ramos - trombone
- Thio Mbaye - sabar

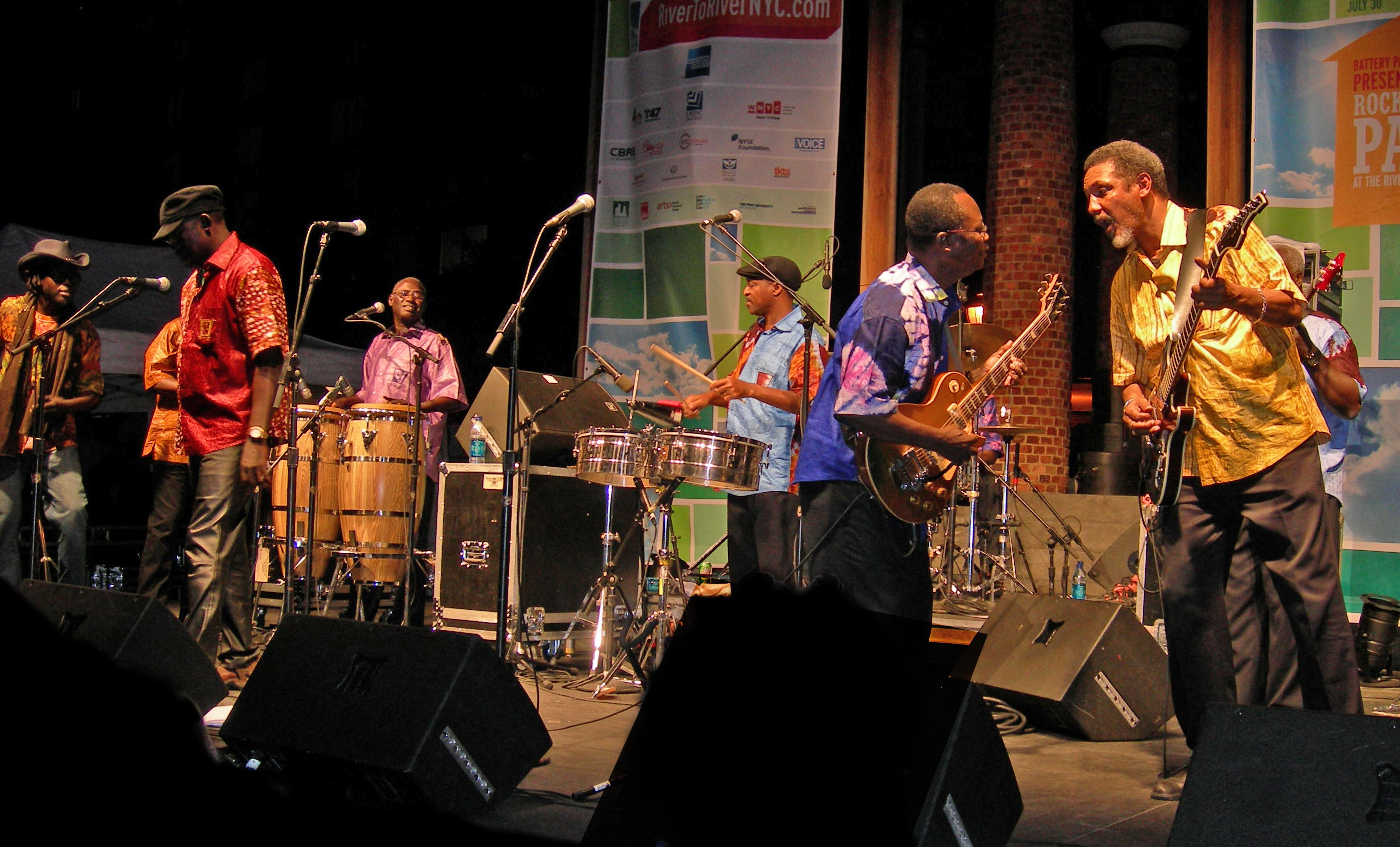
Orchestra Baobab tijdens een concert in New York, 2008.

Samenstelling bij concert in Lantarenvenster Rotterdam, 20-08-2022:
- Zacharia Koité – zang, conga’s
- Alpha Dieng, Cheikh Ibra – zang
- Thierno Koité – altsax, tenorsax
- Wilfrid Zinsou – trombone
- Yahya Fall, Daddy Thioune – gitaar
- Elhadji Malick Sy – bas
- Mamadou Mountaga Koité – drums, timbales
- Moussa Sissokho – conga’s

## Discografie
De platen die Orchestra Baobab tot nu toe opnam:
- Saf Mounadem (1972) JK 3026 toen nog als "Star Band de Dakar"
- M'Beugene (1972) Music Afrique / Baobab BAO 1
- Hommage a Lay M'Boop (1974-75)
- Orchestre Baobab '75' (1975) Disques Buur BRLPO001
- Guy Gu Rey Gi (1975) Disques Buur BRLPO002
- Senegaal Sunugaal (1975) Disques Buur BRLPO003
- Visage Du Senegal (1975) Disques Buur BRLPO004
- Aduna Jarul Naawoo (1975) Disques Buur BRLPO005
- N'Deleng N'Deleng (1977) Music Afrique MSCLP 001
- Une Nuit Aun Jandeer (1978) Musicafrique MSCLP 002
- Baobab à Paris Vol. 1 & Vol. 2 (1978) Abou Ledoux ASL7001/Abou Ledoux ASL7002
- Gouygui Dou Daanou (1979) Disc Afrique/Salsa Musique DARL001
- Mohamadou Bamba (1980) Jambaar JM5000
- Sibou Odia (1980) Jambaar JM5004
- Ken Dou Werente (1982) MCA 307
- On verra Ça: The 1978 Paris Sessions (1992) World Circuit WCD027
- Bamba (1993) Stern's Africa STCD3003
- Pirates Choice (1989 & 2001) World Circuit WCB014 en World Circuit WCDO63
- Specialist in all styles (2002) World Circuit WCDO64
- A night at Club Baobab (2006)
- Made in Dakar (2007) World Circuit WCD078
- Tribute to Ndiouga Dieng (2017) World Circuit WCD6086126

### Verzamelaars
- N'Wolof (1998, opgenomen in 1970-71) Dakar Sound DKS 014
- Roots and Fruit - African Dancefloor Classics (1999) PAM ADC 304
- Classics Titles (2006) Cantos Records